# 峯風 (駆逐艦)
|          |                                                                                       |
| 艦歴     |                                                                                       |
| 計画     | 1917年度（八四艦隊案）                                                                |
| 起工     | 1918年4月20日                                                                         |
| 進水     | 1919年2月8日                                                                          |
| 竣工     | 1920年5月29日                                                                         |
| その後   | 1944年2月10日戦没。                                                                   |
| 除籍     | 1944年3月31日                                                                         |
| 要目     |                                                                                       |
| 排水量   | 基準：1,215トン 公試：1,345トン                                                       |
| 全長     | 102.6メートル                                                                         |
| 全幅     | 8.92メートル                                                                          |
| 吃水     | 2.79メートル                                                                          |
| 機関     | ロ号艦本式缶4基 パーソンズ式タービン2基2軸 38,500馬力                                 |
| 速力     | 39ノット                                                                              |
| 航続距離 | 14ノットで3,600カイリ                                                                 |
| 燃料     | 重油：395トン                                                                         |
| 乗員     | 154名                                                                                 |
| 兵装     | 45口径12cm単装砲4門 6.5mm単装機銃2挺 53.3cm連装魚雷発射管3基 （魚雷8本） 一号機雷16個 |

峯風（みねかぜ）は、日本海軍の駆逐艦。峯風型の1番艦である。「峰風」と表記される場合がある。艦名は峯に吹く風に由来する。

## 艦歴
舞鶴海軍工廠で建造。一等駆逐艦に類別され、横須賀鎮守府籍に編入された。
1920年（大正9年）12月、同型艦の「澤風」、「矢風」、「沖風」と共に第二駆逐隊を編成し、第二艦隊第二水雷戦隊に編入された。
1932年（昭和7年）、第一次上海事変に際して、長江水域の諸作戦に参加した。1937年（昭和12年）から1939年（昭和14年）には、日中戦争における華北・華中沿岸での諸作戦に従事。
1940年（昭和15年）10月11日、横浜港沖で行われた紀元二千六百年特別観艦式に参加。
1941年（昭和16年）9月15日、鎮海警備府に編入され、対馬海峡方面で哨戒活動を行った。
1942年（昭和17年）4月10日、「峯風」は佐世保防備戦隊に編入された。同月12日に佐世保を出港し、佐世保近海で哨戒活動を実施。9月25日に佐世保を出港し、サイパン島、トラック島、ラバウルへの船団護衛に従事する。11月12日に佐世保に入港し、整備・補給を行った。11月27日に佐世保を出港し、佐世保・東シナ海方面において船団護衛、哨戒監視に従事。12月1日、佐世保に帰港した。1943年（昭和18年）も引き続き東シナ海方面での船団護衛任務に従事する。
1944年（昭和19年）2月1日、「峯風」は第一海上護衛隊に編入され、2月5日に門司港を出港し高雄までモタ02船団の護衛任務に就いたが、2月10日に米潜水艦「ポーギー」の雷撃により台湾沖にて沈没した。

## 歴代艦長
※『艦長たちの軍艦史』218-219頁による。階級は就任時のもの。

### 艤装員長
- 木田新平 少佐：1918年12月1日[3] - 1919年3月15日[4]
- （兼）木田新平 少佐：1919年3月15日[4] - 1919年4月1日[5]
- （兼・心得）木田新平 少佐：1919年4月1日[5] -

### 艦長
- 木田新平 少佐：1919年3月15日[4] - 1919年4月1日[5]
- （心得）木田新平 少佐：1919年4月1日[5] - 1920年12月1日[6]
- 木田新平 中佐：1920年12月1日[6] - 1921年12月1日[7]
- （心得）蒲田静三 少佐：1921年12月1日[7] - 1922年9月20日 同日より予備艦
- （兼）山田松次郎 中佐：1922年9月20日[8] - 1922年12月1日[9]
- （心得）千谷定衛 少佐：1922年12月1日 - 1923年12月1日
- 千谷定衛 中佐：1923年12月1日 - 1924年12月1日
- 穂本繁治 少佐：1924年12月1日 - 1925年12月1日
- 藤堂功 中佐：1925年12月1日 - 1926年12月1日 ※1926年8月1日より予備艦
- 小林徹理 少佐：1926年12月1日 - 1927年12月1日
- 帖佐敬吉 少佐：1927年12月1日 - 1928年12月10日 同日より予備艦
- （兼）柴田力 少佐：1928年12月10日 - 1929年11月30日[10]
- （兼）阪匡身 少佐：1929年11月30日[10] - 1930年11月20日[11]
- 河西虎三 少佐：1930年11月30日 - 1932年12月1日（1931年11月14日より「澤風」艦長兼任）
- 成田茂一 少佐：1932年12月1日 - 1934年11月15日
- 森圭作 少佐：1934年11月15日 - 1935年4月1日 同日より予備艦
- （兼）沢村成二 少佐：1935年4月1日[12] - 1935年7月18日[13]
- （兼）吉田義行 少佐：1935年7月18日[13] - 1935年12月11日[14]
- （兼）白石長義 少佐：1935年12月11日[14] - 1936年6月15日[15]
- （兼）亀山峯五郎 中佐：1936年6月15日[15] - 1937年3月1日
- 杉岡幸七 少佐：1937年12月1日 - 1938年8月2日[16]
- （臨時）塚本守太郎 少佐：1938年8月2日[16] - 1938年8月25日[17]
- （兼）鈴木保厚 少佐：1938年8月25日 - 1938年11月10日 ※1938年8月25日より予備艦
- （兼）岩橋透 少佐：1938年11月10日[18] - 1938年12月5日[19]
- （兼）久保木英雄 少佐：1938年12月5日[19] - 1938年12月15日[20]
- 青木久治 少佐：1938年12月15日 - 1940年11月15日[21]
- 森卓次 少佐：1940年11月15日 - 1941年4月10日[22]
- 肝付正明 少佐：1941年4月10日 - 1941年9月10日[23]
- 若杉次一 少佐：1941年9月10日 -
- 犬塚家孝 少佐：1942年7月25日 -
- 伍賀守雄 大尉：1943年5月18日 -
- 今泉正次郎 大尉：1943年12月1日 - 1944年2月10日戦死